# Emilio Massa
Emilio Luciano Massa (1927 – Milano, 19 novembre 1998) è stato un ingegnere italiano.

## Biografia
Docente dal 1950 e preside della facoltà di ingegneria dal 1980 al Politecnico di Milano, ne è stato poi rettore dal 1987 al 1994.
Le sue ceneri si trovano nel cimitero di Lambrate.